# Politian

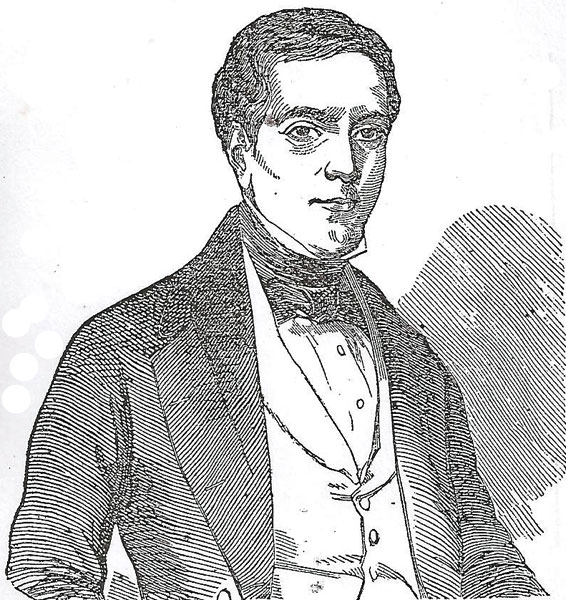
Jereboam O. Beauchamp, uno de los protagonistas del drama.

Politian es el título del único drama conocido del escritor estadounidense Edgar Allan Poe; comenzado en 1835, nunca se completó. 
La obra es una versión ficcionalizada de un acontecimiento verdadero: el asesinato de Solomon P. Sharp por Jereboam O. Beauchamp en Kentucky, en 1825. 
La llamada "Tragedia de Kentucky" fue conocida en todo el país, y se hicieron distintas representaciones de la misma. El autor, sin embargo, decidió ambientar su versión en la Roma del siglo XVI. Poe escribió la obra cuando trabajaba en el periódico Southern Literary Messenger, y se sabe que en ese tiempo sufrió una grave crisis personal. La primera entrega de Politian fue publicada en dicho diario en diciembre de 1835, con el título de "Scenes from an Unpublished Drama" ("Escenas de un drama inédito"). Una segunda entrega fue publicada en enero de 1836, pero el drama quedaría inacabado. 
Politian no recibió críticas buenas. Este fracaso parece ser que alentó al autor a dejar de escribir obras largas para centrarse en los relatos breves.
Politian fue escrito en verso blanco, y se inspiró en las tragedias del reinado de Jacobo I de Inglaterra y VI de Escocia. Como muchos de los cuentos de Poe, Politian se plantea la inevitabilidad de la muerte y lo que ocurre cuando la vida se acaba. En la obra, el personaje de Politian propone un pacto de suicidio a un huérfano llamado Lalage, de modo que ambos puedan encontrarse en la otra vida.
El personaje del título toma su nombre de Angelo Poliziano, un poeta y erudito humanista italiano del siglo XV.